# Alexandru Pesamosca
Alexandru Pesamosca (n. 14 martie 1930, Constanța – d. 1 septembrie 2011, București) a fost un chirurg pediatru din România. Timp de jumătate de secol, el a făcut circa 45 000 de operații, salvând de la infirmitate pe viață sau de la moarte mii de copii, inclusiv pe cei considerați fără speranță și inoperabili de către ceilalți medici.

## Biografie
Alexandru Pesamosca s-a născut la Constanța, unde a urmat școala primară și Liceul „Mircea cel Bătrân”. A absolvit Facultatea de Medicină Generală la București în anul 1954 și a fost repartizat la Niculești-Jianu, (actualmente Dudești, Brăila) unde a profesat timp de 3 ani (1954-1957). Este apoi transferat în calitate de chirurg pediatru la Spitalul de Copii „Grigore Alexandrescu” (1957-1984) și „Budimex” (actualmente „Spitalul Marie Curie”) (1984), unde face un număr mare de operații (circa 45 000 după propriile declarații). Operează și în străinătate (China, Franța, Italia, Republica Moldova, etc), dobândind prestigiu internațional în domeniul chirurgiei pediatrice  încă dinainte de 1989. A avut doi fii legitimi care au murit (unul din ei, doctor, în 1993, a murit din pricina unei tumori cerebrale) și încă două fete și doi nepoți. A locuit din 1999, de când a rămas văduv, într-o cămăruță din Spitalul „Marie Sklodovska-Curie” (fostul „Budimex”) din București. În ultimii ani nu a mai operat, ci doar a dat instrucțiuni medicilor chirurgi care veneau să-i ceară ajutorul.
În vara  anului 2011, el a fost internat la Spitalul Floreasca din cauza unor afecțiuni cardiace și renale.
A murit în dimineața zilei de 1 septembrie 2011, la vârsta de 81 de ani.

## Ctitor
Alexandru Pesamosca este ctitor al Bisericii Cuviosul Stelian și Sfântul Nicolae-Brâncoveanu, aflată în curtea spitalului Marie Sklodovska-Curie (fostul Budimex) și președinte al Asociației „Așezământul social sfinții Martiri Brâncoveni”. Patriarhul României a fost de acord ca să fie îngropat acolo, fiind ctitor de biserică.

## In memoriam
În septembrie 2014 i s-a ridicat un bust în fața Spitalului de Copii „Marie Curie” din București.

## Decorații
În 1991, primea titlul de profesor universitar, ca doi ani mai târziu să devină membru titular al Academiei de Științe Medicale din România.
A primit titlul de Doctor Honoris Causa al Universităților din Chișinău, Constanța și Craiova, titlul de cetățean de onoare al orașelor Constanța și Craiova.
În anul 2000, a fost decorat cu Ordinul Național „Serviciul Credincios” în Grad de Comandor, de Președintele României, Emil Constantinescu.